# Kuroshiodaphne subula
Kuroshiodaphne subula é uma espécie de gastrópode do gênero Kuroshiodaphne, pertencente a família Raphitomidae.